# Gonzalo Alonso de Burgos
Gonzalo Antolínez (Burgos, siglo XVI), más conocido como Gonzalo Alonso de Burgos fue un escritor y sacerdote católico español, religioso trinitario y redentor de cautivos.

## Biografía
Gonzalo Antolínez nació en fecha desconocida, durante el siglo XVI, en Burgos, en el Reino de Castilla, en el seno de la familia noble. Ingresó en la Orden de la Santísima Trinidad y de los Cautivos el 25 de noviembre de 1571, en el convento de su ciudad, donde profesó sus votos religiosos y fue ordenado sacerdote. Permaneció en el convento de Burgos hasta su traslado a La Guardia (Toledo) en 1587, donde tomó posesión de la ermita del Santo Niño de La Guardia y estableció una comunidad de la Orden. Llevó a cabo tres redenciones generales de cautivos, logrando rescatar a más de 330 cristianos de manos de musulmanes en Marruecos. En una de estas redenciones a falta de dinero para pagar el rescate se quedó como rehén a cambio de la liberación de los cautivos. Una vez liberado, regresó a su convento de origen en Burgos.
Gonzalo Alonso escribía en sus ratos libres, de sus escritos se conservan Elocuentes versos de asuntos espirituales, Vidas de los santos que se veneran en Burgos, Institución milagrosa de la Orden de Sma. Trinidad y Égloga: batalla espiritual.